# راند جنوب إفريقي
الراند هو الوحدة النقدية في جمهورية جنوب إفريقيا وتصدر الأوراق البنكية بفئة 200 راند، 50 راند، و10 راند. وينقسم الراند إلى 100 سنت.

## علم أصل الكلمة
أخذ الراند اسمه من الكلمة الجنوب إفريقية «وايت ووترلالاند» (ويتووترسراند) وتعني باللغة الأفريكانية (المياه البيضاء التي في جوهانسبورغ) حيث أُكتشف الذهب هناك.

## التاريخ
قُدِّم الراند في اتحاد جنوب أفريقيا في عام 1961، قبل ثلاثة أشهر من إعلان البلاد نفسها جمهورية ‏. أُنشِئت لجنة سك العملات العشرية في عام 1956 للنظر في التحرك بعيدًا عن فئات الجنيه، والشلن، والبنس؛ وقد قدمت توصياتها في 8 أغسطس 1958.  وقد حل محل جنيه جنوب أفريقيا كعملة قانونية، بمعدل 2 راند مقابل جنيه واحد، أو 10 شلنات مقابل الراند. قدمت الحكومة التميمة، ديسيمال دان، "رجل الراند سنت" (المعروف باللغة الأفريكانية باسم دان ديسيمال).  وقد رافق ذلك أغنية إذاعية لإعلام الجمهور بالعملة الجديدة.  على الرغم من نطقها بأسلوب اللغة الأفريكانية على أنها /rʌnt/ (رآنت) في الأغاني القصيرة عند تقديمها،  فإن النطق المعاصر في اللغة الإنجليزية في جنوب أفريقيا هو /rænd/ (راند).

### تاريخ موجز لسعر الصرف

#### 1961–2000

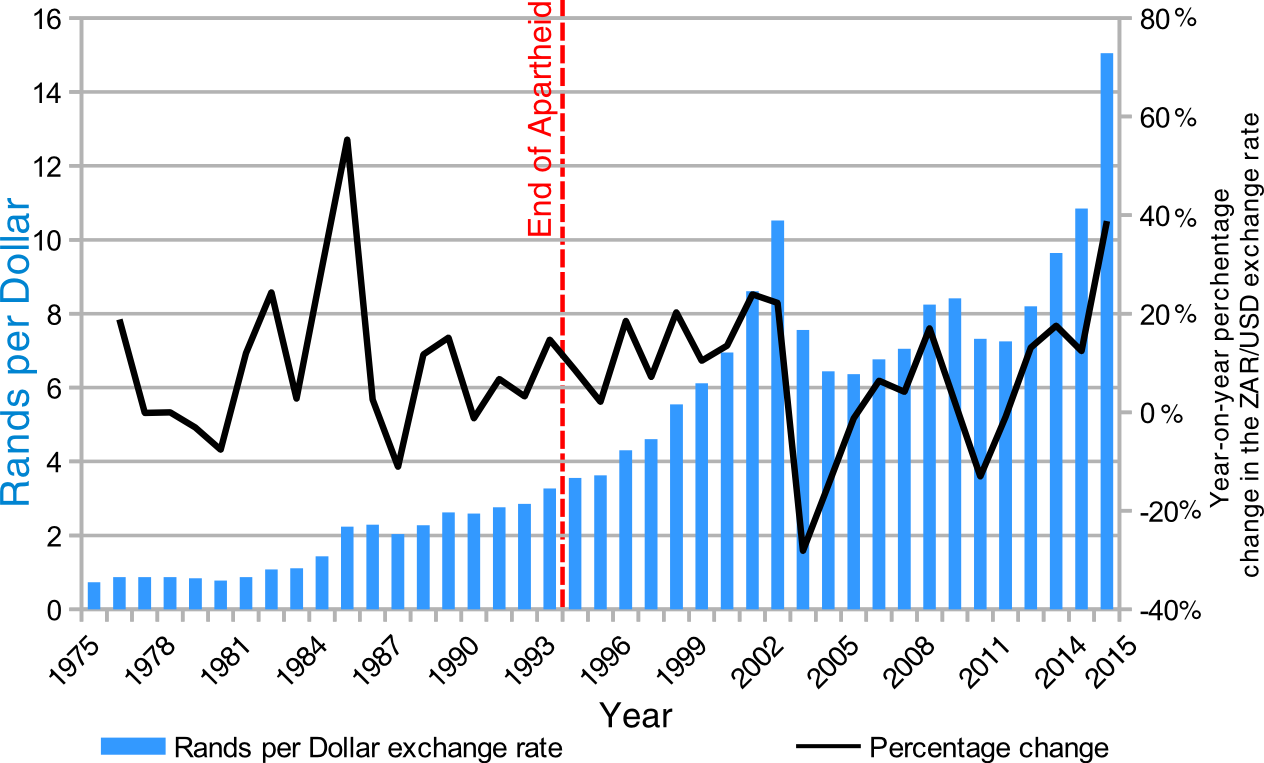
قيمة الراند الجنوب أفريقي مقابل الدولار الأمريكي من عام 1975 إلى عام 2015 حسب الأعمدة الزرقاء: يظهر معدل النسبة المئوية للتغير من سنة إلى أخرى بواسطة الخط الأسود.

كان الراند الواحد يساوي 1.40 دولار أمريكي (0.72 راند لكل دولار) منذ إنشائه في عام 1961 حتى أواخر عام 1971، وأصبح الدولار الأمريكي أقوى من العملة الجنوب أفريقية لأول مرة في 15 مارس 1982.  تقلبت قيمتها بعد ذلك مع تغير أسعار الصرف المختلفة المنفذة من قبل السلطات في جنوب أفريقيا. وبحلول أوائل الثمانينيات من القرن العشرين، بدأ التضخم المرتفع والضغوط السياسية المتزايدة، إلى جانب العقوبات المفروضة على البلاد بسبب المعارضة الدولية لنظام الفصل العنصري، في تآكل قيمتها. وقد تجاوزت العملة مستوى التعادل مع الدولار لأول مرة في مارس 1982. وظلت العملة تتداول بين مستوى 1 راند و1.30 راند مقابل الدولار حتى يونيو 1984، عندما اكتسب انخفاض قيمة العملة زخماً. وبحلول فبراير 1985، كان سعر صرف الراند يتداول عند أكثر من 2 راند مقابل الدولار، وفي يوليو/تموز من ذلك العام، عُلِّقت جميع تداولات النقد الأجنبي لمدة ثلاثة أيام في محاولة لوقف الانخفاض.
وبحلول الوقت الذي ألقى فيه رئيس الولاية بيتر ويليم بوتا خطابه في روبيكون ‏ في 15 أغسطس 1985، كان سعر صرف الراند قد انخفض إلى 2.40 راند مقابل الدولار. تعافت العملة إلى حد ما بين عامي 1986 و1988، حيث كانت تتداول بالقرب من مستوى 2 راند معظم الوقت وتنخفض إلى ما دونه بشكل متقطع. ولكن التعافي لم يدم طويلا؛ فبحلول نهاية عام 1989 كان سعر الراند يتداول بأكثر من 2.50 راند مقابل الدولار.
وبما أنه أصبح من الواضح في أوائل تسعينيات القرن العشرين أن البلاد متجهة إلى حكم الأغلبية السوداء، وأُعلن عن إصلاح تلو الآخر، فإن عدم اليقين بشأن مستقبل البلاد أدى إلى تسريع انخفاض قيمة العملة حتى اخترق مستوى 3 راند مقابل الدولار في نوفمبر 1992. وقد أثرت مجموعة من الأحداث المحلية والدولية على العملة بعد ذلك، وأبرزها الانتخابات العامة عام 1994، والتي جعلت العملة تضعف إلى أكثر من 3.60 راند مقابل الدولار، وانتخاب تيتو مبويني ‏ محافظاً لبنك الاحتياطي الجنوب أفريقي، وتنصيب الرئيس ثابو مبيكي في عام 1999، والذي جعل العملة تنزلق بسرعة إلى أكثر من 6 راند مقابل الدولار. وقد أدى برنامج الإصلاح الزراعي المثير للجدل الذي بدأ في زيمبابوي، والذي أعقبته هجمات الحادي عشر من سبتمبر/أيلول 2001، إلى دفع العملة المحلية إلى أضعف مستوياتها التاريخية عند 13.84 راند مقابل الدولار في ديسمبر 2001.

#### 2001–2011
وقد أدى هذا الانخفاض المفاجئ في قيمة العملة في عام 2001 إلى إجراء تحقيق رسمي وانتعاش كبير. وبحلول نهاية عام 2002، كان سعر العملة يتداول مرة أخرى عند مستوى أقل من 9 راند مقابل الدولار، وبحلول نهاية عام 2004، كان سعر العملة يتداول عند مستوى أقل من 5.70 راند مقابل الدولار. وقد شهدت العملة بعض التراجع في عام 2005، حيث وصل تداولها عند مستوى 6.35 راند مقابل الدولار في نهاية العام. ومع ذلك، في بداية عام 2006، استأنفت العملة ارتفاعها، وبحلول 19 يناير 2006، كانت تتداول مرة أخرى عند مستوى أقل من 6 راند مقابل الدولار. ومع ذلك، ضعفت قيمة الراند بشكل كبير خلال الربعين الثاني والثالث من عام 2006 (أي من إبريل إلى سبتمبر).
وبالجنيه الإسترليني، انخفض من نحو 9.5% إلى ما يزيد قليلا على 7%، مما أدى إلى فقدان نحو 25% من قيمته المرجحة للتجارة الدولية في ستة أشهر. وفي أواخر عام 2007، ارتفع الراند بشكل متواضع إلى ما يزيد قليلاً على 8%، ولكنه شهد انزلاقاً حاداً خلال الربع الأول من عام 2008.
وقد يعزى هذا الانحدار إلى مجموعة من العوامل: تفاقم عجز الحساب الجاري في جنوب إفريقيا، والذي اتسع إلى أعلى مستوى له في 36 عاماً عند 7.3% من الناتج المحلي الإجمالي في عام 2007؛ وارتفاع التضخم إلى أعلى مستوى له في خمس سنوات عند أقل من 9%؛ وتصاعد النفور العالمي من المخاطر مع تنامي مخاوف المستثمرين بشأن التأثير الواسع النطاق لأزمة الرهن العقاري الثانوي؛ والفرار العام إلى "الملاذات الآمنة"، بعيداً عن المخاطر المتصورة في الأسواق الناشئة. وتفاقم انخفاض قيمة الراند بسبب أزمة الكهرباء في شركة إسكوم، والتي نشأت بسبب عجز الشركة عن تلبية الطلب المتزايد بسرعة على الطاقة في البلاد.

#### 2012–الحاضر
أدى توقف صناعة التعدين في أواخر عام 2012 إلى انخفاضات جديدة في أوائل عام 2013.  في أواخر يناير 2014، انخفض الراند إلى 11.25 راند مقابل الدولار، وعزا المحللون هذا التحول إلى "تصريحات من بنك الاحتياطي الفيدرالي الأمريكي بأنه سيقلص الإنفاق التحفيزي، مما أدى إلى عمليات بيع ضخمة في الاقتصادات الناشئة".  في عام 2014، شهدت جنوب إفريقيا أسوأ عام لها مقابل الدولار الأمريكي منذ عام 2009،  وفي مارس 2015، وصل تداول الراند إلى أسوأ مستوياته منذ عام 2002.  في ذلك الوقت، أصدرت Trading Economics بيانات تفيد بأن الراند "بلغ متوسطه 4.97 راند مقابل الدولار بين عامي 1972 و2015، وبلغ أعلى مستوى على الإطلاق عند 12.45 راند في ديسمبر 2001 وأدنى مستوى قياسي عند 0.67 راند في يونيو 1973."  وبحلول نهاية عام 2014، ضعف الراند إلى 15.05 راند مقابل الدولار، ويرجع ذلك جزئيًا إلى العجز التجاري المستمر لجنوب إفريقيا مع بقية العالم.
من 9 إلى 13 ديسمبر 2015، وعلى مدى أربعة أيام، انخفض الراند بنسبة تزيد عن 10% بسبب ما يشتبه البعض في أنه إعلان مفاجئ من الرئيس جاكوب زوما بأنه سيحل محل وزير المالية نهلانهلا نيني ‏ بالشخص غير المعروف ديفيد فان روين. وقد بدأ الانخفاض السريع في قيمة العملة عندما تراجع زوما وأعلن أن وزير المالية السابق الأكثر شهرة، برافين جوردان ‏، سوف يُعَيَّن بدلاً منه في المنصب. لقد أدى إقالة زوما المفاجئة لنيني إلى إلحاق الضرر بالثقة الدولية في الراند، وكان سعر الصرف متقلبًا طوال معظم شهر يناير 2016 ووصل إلى أدنى مستوى له على الإطلاق عند 17.9169 راند مقابل الدولار الأمريكي في 9 يناير 2016 قبل أن يرتفع إلى 16.57 راند في وقت لاحق من نفس اليوم. 
كما كان الانخفاض في القيمة في يناير ناجماً جزئياً عن قيام المستثمرين اليابانيين الأفراد بتقليص خسائرهم في العملة للبحث عن استثمارات ذات عائد أعلى في أماكن أخرى وبسبب المخاوف بشأن تأثير التباطؤ الاقتصادي في الصين ، أكبر سوق تصدير لجنوب إفريقيا.  بحلول منتصف شهر يناير، كان خبراء الاقتصاد يتوقعون أن يشهد الراند مزيدًا من التقلبات خلال بقية عام 2016.   وبحلول 29 أبريل، بلغ أعلى أداء له خلال الأشهر الخمسة السابقة، حيث بلغ سعر الصرف 14.16 راند مقابل الدولار الأميركي. 
بعد تصويت المملكة المتحدة على الخروج من الاتحاد الأوروبي، انخفضت قيمة الراند بأكثر من 8% مقابل الدولار الأمريكي في 24 يونيو 2016، وهو أكبر انخفاض للعملة في يوم واحد منذ الأزمة الاقتصادية في عام 2008.  ويرجع هذا جزئيًا إلى التراجع المالي العالمي العام عن العملات التي يُنظر إليها على أنها محفوفة بالمخاطر بالنسبة للدولار الأمريكي  وجزئيًا إلى المخاوف بشأن كيفية تأثير الانسحاب البريطاني من الاتحاد الأوروبي على الاقتصاد والعلاقات التجارية في جنوب إفريقيا.  
في أبريل 2017، توقع استطلاع للرأي أجرته وكالة رويترز أن يظل الراند مستقرا نسبيا لبقية العام، كما وجد استطلاعان للرأي أن المحللين قد أخذوا بالفعل في الاعتبار احتمال خفض التصنيف إلى وضع "غير مرغوب فيه". في ذلك الوقت، قامت وكالة موديز بتقييم جنوب أفريقيا بدرجتين أعلى من تصنيف الديون غير المرغوب فيها.  وعندما فاز الرئيس جاكوب زوما بفارق ضئيل في اقتراح حجب الثقة في جنوب أفريقيا في أغسطس 2017، استمر الراند في الانزلاق، حيث انخفض بنسبة 1.7% في ذلك اليوم.  في سبتمبر 2017، قالت شركة غولدمان ساكس إن الديون والفساد في شركة إسكوم القابضة ‏ يشكلان الخطر الأكبر على اقتصاد جنوب إفريقيا وسعر صرف الراند. في ذلك الوقت، لم يكن للشركة رئيس تنفيذي دائم، وقال كولن كولمان ‏ من غولدمان ساكس في إفريقيا إن الشركة "تجري مناقشات حول الحلول" لإيجاد إدارة ذات مصداقية.  في أكتوبر 2017، ارتفع الراند مقابل الدولار الأمريكي بعد تعافيه من أدنى مستوى له في ستة أشهر. وأشارت وكالة رويترز إلى أن "جنوب إفريقيا شديدة التأثر بمشاعر المستثمرين العالميين حيث تعتمد البلاد على الأموال الأجنبية لتغطية العجز الكبير في الميزانية والحساب الجاري".  وفي 13 نوفمبر 2017، انخفض الراند بأكثر من 1% عندما تنحى رئيس الميزانية مايكل ساكس عن منصبه في إدارة زوما. 
في أكتوبر 2022، انخفض الراند إلى أدنى مستوى له في عامين، حيث وصل إلى 18.46 راند مقابل الدولار الأمريكي في 25 أكتوبر 2022. 

## العملات المعدنية
أُدخلت العملات المعدنية في عام 1961 بفئات 1⁄21 ، 1، 21⁄2، 5، 10، 20، و 50 سنتا. وضُربت 1⁄2 آخر مرة في عام 1973. ثم قُدم عملة 1 راند في عام 1967، تله 2 راند في و 5 راند في عام 1994. ضُربت أخر 2 سنت في عام 2002، تلتها 5 سنت في عام 2012، ويرجع ذلك أساسًا إلى التضخم الذي قلل قيمتها.
وفي محاولة للحد من التزوير، أُصدرت 5 راند في أغسطس 2004.تتضمن ميزات الأمان المقدمة على العملة المعدنية تصميمًا ثنائي المعدن (مشابهًا لعملات 1 يورو، و 2 يورو، والعملة التايلاندية بقيمة 10 ฿، والعملة الفلبينية بقيمة 10 ₱ قبل عام 2018، والعملة البريطانية بقيمة 2 جنيه إسترليني، والعملة الكندية بقيمة 2 دولار )، وأخدود أمان مسنن بشكل خاص على طول الحافة وكتابة صغيرة. 
في 3 مايو 2023، أعلن بنك الاحتياطي في جنوب إفريقيا عن إصدار سلسلة جديدة من العملات المعدنية. سيكون لها نفس الطوائف مثل السلسلة السابقة. ستضم العملة فئة 10 سنتات صورة لنحل العسل في كيب، والعملة فئة 20 سنتًا صورة للصبار المر، والعملة فئة 50 سنتًا صورة لطائر توراكو كنيسنا، والعملة فئة 1 راند صورة للقوقز، والعملة فئة 2 راند صورة لبروطيا خرشوفية، والعملة فئة 5 راند صورة للحوت الجنوبي الأيمن.  

## الأوراق النقدية
قُدمت السلسلة الأولى من الأوراق النقدية في عام 1961 بفئات 1 و 2 و 10 و 20 راند، مع تصميمات وألوان مماثلة لعملة الجنيه السابقة. قد حملت الأوراق صورة ما كان يعتقد في ذلك الوقت أنه يان فان ريبيك رئيس مستعمرة كيب تاون. ولكن اكتشف لاحقًا أن الصورة كانت في الواقع لبارثولوميوس فيرمويدن.
وفي عام 1966 أُصدرت سلسلة ثانية بتصميمات مختلفة عن العملات الورقية السابقة. وقد كانت الأوراق النقدية من فئات 1 و 5 و 10 راند بلون واحد. وفي عام 1973 أُصدرت ورقة أصغر من فئة 1 راند مع نفس التصميم، تبعتها 2 راند في عام 1974. وأزيلت فئة 20 راند من السلسلة، وحملت جميع الأوراق صورة جان فان ريبيك.
في عام 1978 أصدرت سلسلة جديدة بفئات 2 و 5 و 10 و 20 راند، مع إضافة 50 راند في عام 1984. وكانت اللغة الأفريكانية هي اللغة الأولى في 2 و 10 و 50 راند، بينما كانت الإنجليزية هي اللغة الأولى في 5 و 20 راند. استبدال 1 راند بعملة معدنية.
وفي التسعينيات أعيد تصميم الأورق لتظهر الخمسة الكبار. ثم أُصدرت أوراق نقدية من فئة 10 و 20 و 50 راند في عامي 1992 و 1993، مع الاحتفاظ بأللون للإصدار السابق. واستبدلت عملاتي 2 و 5 بعملات معدنية.
احتفظت سلسلة 2005 بنفس التصميم الأساسي، ولكن مع ميزات أمان إضافية. طُبعت وجوه جميع العملات باللغة الإنجليزية بينما طُبعت لغتان رسميتان أخريان على الظهر، مما أدى إلى استخدام جميع اللغات الرسمية الأحد عشر في جنوب إفريقيا. وفي عام 2010، سحب البنك الاحتياطي والبنوك التجارية فئة 200 راند التي صدرت في عام 1994 بسبب العملات المزيفة.
وفي عام 2011، أصدر بنك الاحتياطي في جنوب إفريقيا عملات ورقية بقيمة 100 راند ولكنها كانت معيبة لأنها تفتقر إلى الطباعة الفلورية المرئية تحت ضوء الأشعة فوق البنفسجية. وفي يونيو نقلت طباعة هذه الفئة من شركة الأوراق النقدية بجنوب إفريقيا إلى القسم السويدي تومبا بروك، الذي أنتج 80 مليون ورقة نقدية من فئة 100 راند. ثم قام بنك الاحتياطي الجنوب إفريقي بإتلاف 3.6 مليون ورقة نقدية من فئة 100 راند التي طُبعت بواسطة Crane Currency ‏ لأن لديهم نفس الأرقام التسلسلية. بالإضافة إلى ذلك لم تكن لدى الاوراق المطبوعة في السويد نفص اللون الصحيح، وكانت قصيرة بمقدار 1 ملم.
في 11 فبراير 2012 أعلن الرئيس جاكوب زوما أن البلاد ستصدر مجموعة جديدة من الأوراق النقدية تحمل صورة نيلسون مانديلا. وقد حدث ذلك في 6 نوفمبر 2012. احتوت هذه السلسلة على فئات 10 و 20 و 50 و 100 و 200 راند. وفي عام 2013، حدثت سلسلة 2012 بإضافة EURion ‏ إلى جميع الفئات الخمس.
في 18 يوليو 2018، أُصدرت سلسلة تذكارية خاصة من الأوراق النقدية لإحياء الذكرى المئوية لميلاد نيلسون مانديلا. وتتضمن هذه السلسلة أوراق نقدية من فئات 10 و 20 و 50 و 100 و 200 راند. وتستخدم هذه الاوراق جنبًا إلى جنب مع الأوراق الموجودة. تصور هذه الاوراق صورة نيلسون مانديلا على الوجه، ولكن بدلاً من الحيوانات الخمسة الكبيرة على ظهرها، تظهر مانديلا أصغر سنًا مع مشاهد مختلفة تتعلق بإرثه. وتشمل هذه المشاهد: التلال المنحدرة في الكاب الشرقية، والتي تظهر مسقط رأس مانديلا مفيزو؛ ومنزل مانديلا في سويتو؛ الموقع الذي قُبض على مانديلا فيه بالقرب منههويك؛ مكان سجن مانديلا لمدة 27 عامًا في جزيرة روبن؛ تمثال مانديلا في مباني الاتحاد تخليداً لذكرى افتتاحه هناك عام 1994 (200 راند).
في 3 مايو 2023، أعلن بنك الاحتياطي في جنوب إفريقيا أن سلسلة جديدة من الأوراق النقدية ستحتفظ بصورة نيلسون مانديلا على الوجه الأمامي بينما تُظهر الخمسة الكبار في تصوير عائلي على الوجه الخلفي.  تحتوي هذه السلسلة على نفس الفئات 10، 20، 50، 100، و 200 راند.

### السلسة الأولى
| الإصدار الأول عام 1961 | الإصدار الأول عام 1961 | الإصدار الأول عام 1961 | الإصدار الأول عام 1961       | الإصدار الأول عام 1961 | الإصدار الأول عام 1961  | الإصدار الأول عام 1961 |
| الصورة                 | القيمة                 | الوجه                  | العكس                        | اللون                  | اللغة                   | الأبعاد (ملم)          |
| ---------------------- | ---------------------- | ---------------------- | ---------------------------- | ---------------------- | ----------------------- | ---------------------- |
|                        | 1 راند                 | يان فان ريبيك          | أسد من شعار جنوب إفريقيا     | بني                    | الأفريكانية والإنجليزية | 136×78                 |
|                        | 2 راند                 | يان فان ريبيك          | أسد من شعار جنوب إفريقيا     | أزرق                   | الأفريكانية والإنجليزية | 149×84                 |
|                        | 10 راند                | يان فان ريبيك          | سفينة يان فان ريبيك الشراعية | أخضر                   | الأفريكانية والإنجليزية | 170×96                 |
|                        | 20 راند                | يان فان ريبيك          | منجم ذهب                     | أرجواني                | الأفريكانية والإنجليزية | 176×103                |

### السلسة الثانية
| الإصدار الثاني عام 1966 | الإصدار الثاني عام 1966 | الإصدار الثاني عام 1966                      | الإصدار الثاني عام 1966  | الإصدار الثاني عام 1966 | الإصدار الثاني عام 1966 | الإصدار الثاني عام 1966 |
| الصورة                  | القيمة                  | الوجه                                        | العكس                    | اللون                   | اللغة                   | الأبعاد (ملم)           |
| ----------------------- | ----------------------- | -------------------------------------------- | ------------------------ | ----------------------- | ----------------------- | ----------------------- |
|                         | 1 راند                  | يان فان ريبيك وبروطيا                        | الزراعة                  | بني                     | الأفريكانية والإنجليزية | 128×64                  |
|                         | 1 راند                  | يان فان ريبيك وبروطيا                        | الزراعة                  | بني                     | الأفريكانية والإنجليزية | 120×57                  |
|                         | 2 راند                  | يان فان ريبيك وفن العمارة في كيب الهولندية   | سد غاريب وكوز ذرة        | أزرق                    | الأفريكانية والإنجليزية | 127×63                  |
|                         | 5 راند                  | يان فان ريبيك ونصب فوورتريكر والرحلة العظيمة | التعدين                  | بنفسجي                  | الأفريكانية والإنجليزية | 134×70                  |
|                         | 10 راند                 | يان فان ريبيك ومباني الاتحاد وقوفز           | سفن يان فان ريبيك الثلاث | أخضر                    | الأفريكانية والإنجليزية | 140×76                  |

### السلسلة الثالثة
| الإصدار الثالث عام 1978 | الإصدار الثالث عام 1978 | الإصدار الثالث عام 1978                    | الإصدار الثالث عام 1978                     | الإصدار الثالث عام 1978 | الإصدار الثالث عام 1978 | الإصدار الثالث عام 1978 |
| الصورة                  | القيمة                  | الوجه                                      | العكس                                       | اللون                   | اللغة                   | الأبعاد (ملم)           |
| ----------------------- | ----------------------- | ------------------------------------------ | ------------------------------------------- | ----------------------- | ----------------------- | ----------------------- |
|                         | 2 راند                  | يان فان ريبيك وصرح                         | مصفاة بترول                                 | أزرق                    | الأفريكانية والإنجليزية | 120×57                  |
|                         | 5 راند                  | يان فان ريبيك وألماس                       | التعدين ومركز مدينة جوهانسبرج               | أرجواني                 | الإنجليزية والأفريكانية | 127×63                  |
|                         | 10 راند                 | يان فان ريبيك وبروطيا                      | الزراعة                                     | أخضر                    | الأفريكانية والإنجليزية | 133×70                  |
|                         | 20 راند                 | يان فان ريبيك وفن العمارة في كيب الهولندية | سفن جان فان ريبيك الثلاث وشعار جنوب إفريقيا | بني                     | الإنجليزية والأفريكانية | 140×77                  |
|                         | 50 راند                 | يان فان ريبيك وأسد                         | أزهار                                       | أحمر                    | الأفريكانية والإنجليزية | 147×83                  |

### السلسلة الرابعة
| الإصدار الرابع عام 1992 "الخمسة الكبار" | الإصدار الرابع عام 1992 "الخمسة الكبار" | الإصدار الرابع عام 1992 "الخمسة الكبار" | الإصدار الرابع عام 1992 "الخمسة الكبار" | الإصدار الرابع عام 1992 "الخمسة الكبار" | الإصدار الرابع عام 1992 "الخمسة الكبار" | الإصدار الرابع عام 1992 "الخمسة الكبار" |
| الصورة                                  | القيمة                                  | الوجه                                   | العكس                                   | اللون                                   | اللعة                                   | الأبعاد (ملم)                           |
| --------------------------------------- | --------------------------------------- | --------------------------------------- | --------------------------------------- | --------------------------------------- | --------------------------------------- | --------------------------------------- |
|                                         | 10 راند                                 | وحيد فرن                                | الزراعة                                 | أخضر                                    | الأفريكانية والإنجليزية                 | 128×70                                  |
|                                         | 20 راند                                 | فيل إفريقي                              | التعدين                                 | بني                                     | الإنجليزية والأفريكانية                 | 134×70                                  |
|                                         | 50 راند                                 | أسود                                    | الصناعة                                 | أحمر                                    | الأفريكانية والإنجليزية                 | 140×70                                  |
|                                         | 100 راند                                | جاموس إفريقي                            | السياحة                                 | أزرق                                    | الإنجليزية والأفريكانية                 | 146×70                                  |
|                                         | 200 راند                                | فهد                                     | النقل                                   | برتقالي                                 | الأفريكانية والإنجليزية                 | 152×70                                  |

### السلسلة الخامسة
| الإصدار الخمس 2005 | الإصدار الخمس 2005 | الإصدار الخمس 2005 | الإصدار الخمس 2005 | الإصدار الخمس 2005 | الإصدار الخمس 2005                       | الإصدار الخمس 2005 |
| الصورة             | القيمة             | الوجه              | العكس              | اللون              | اللعكس                                   | الأبعاد (ملم)      |
| ------------------ | ------------------ | ------------------ | ------------------ | ------------------ | ---------------------------------------- | ------------------ |
|                    | 10 راند            | وحيد قرن           | الزراعة            | أخضر               | الإنجليزية والأفريكانية والسواتية        | 128×70             |
|                    | 20 راند            | فيلة               | التعدين            | بني                | الإنجليزية والنديبلي الجنوبية والتسوانية | 134×70             |
|                    | 50 راند            | أسد                | الصناعة            | أحمر               | الإنجليزية والكوسية والفيندية            | 140×70             |
|                    | 100 راند           | جاموس إفريقي       | السياحة            | أزرق               | الإنجليزية والسوثو الشمالية وتسونجا      | 146×70             |
|                    | 200 راند           | فهد                | النق               | برتقالي            | الإنجليزية والسوتية والزولوية            | 152×70             |

### السلسلة السادسة
| الإصدار السادس عام 2012 "نيلسون مانديلا" | الإصدار السادس عام 2012 "نيلسون مانديلا" | الإصدار السادس عام 2012 "نيلسون مانديلا" | الإصدار السادس عام 2012 "نيلسون مانديلا" | الإصدار السادس عام 2012 "نيلسون مانديلا" | الإصدار السادس عام 2012 "نيلسون مانديلا" | الإصدار السادس عام 2012 "نيلسون مانديلا" |
| الصورة                                   | القيمة                                   | الوجه                                    | العكس                                    | اللون                                    | اللغة                                    | اأبعاد (ملم)                             |
| ---------------------------------------- | ---------------------------------------- | ---------------------------------------- | ---------------------------------------- | ---------------------------------------- | ---------------------------------------- | ---------------------------------------- |
|                                          | 10 راند                                  | نيلسون مانديلا                           | وحيد قرن                                 | أخضر                                     | الإنجليزية والأفريكانية والسواتية        | 128×70                                   |
|                                          | 20 راند                                  | نيلسون مانديلا                           | فيل                                      | بني                                      | الإنجليزية والنديبلي الجنوبية والتسوانية | 134×70                                   |
|                                          | 50 راند                                  | نيلسون مانديلا                           | أسد                                      | أحمر                                     | الإنجليزية والكوسية والفيندية            | 140×70                                   |
|                                          | 100 راند                                 | نيلسون مانديلا                           | جاموس إفريقي                             | أزرق                                     | الإنجليزية والسوثو الشمالية وتسونجا      | 146×70                                   |
|                                          | 200 راند                                 | نيلسون مانديلا                           | فهد                                      | برتقالي                                  | الإنجليزية والسوتية والزولوية            | 152×70                                   |

### السلسلة السابعة
| الإصدار السابع لعام 2018 "الذكرى المئوية لمانديلا" | الإصدار السابع لعام 2018 "الذكرى المئوية لمانديلا" | الإصدار السابع لعام 2018 "الذكرى المئوية لمانديلا" | الإصدار السابع لعام 2018 "الذكرى المئوية لمانديلا" | الإصدار السابع لعام 2018 "الذكرى المئوية لمانديلا" | الإصدار السابع لعام 2018 "الذكرى المئوية لمانديلا" | الإصدار السابع لعام 2018 "الذكرى المئوية لمانديلا" |
| الصورة                                             | القيمة                                             | الوجه                                              | العكس                                              | اللون                                              | اللغة                                              | الأبعاد (ملم)                                      |
| -------------------------------------------------- | -------------------------------------------------- | -------------------------------------------------- | -------------------------------------------------- | -------------------------------------------------- | -------------------------------------------------- | -------------------------------------------------- |
|                                                    | 10 راند                                            | نيلسون مانديلا                                     | الشاب مانديلا ومسقط رأسه مفيزو                     | أخضر                                               | الإنجليزية والأفريكانية والسواتية                  | 128×70                                             |
|                                                    | 20 راند                                            | نيلسون مانديلا                                     | الشاب مانديلا ومنزله في سويتو                      | بني                                                | الإنجليزية والنديبلي الجنوبية والتسوانية           | 134×70                                             |
|                                                    | 50 راند                                            | نيلسون مانديلا                                     | الشاب مانديلا وموقع أسره بالقرب من هويك            | أحمر                                               | الإنجليزية والكوسية والفيندية                      | 140×70                                             |
|                                                    | 100 راند                                           | نيلسون مانديلا                                     | مانديلا ومكان سجنه في جزيرة روبن                   | أزرق                                               | الإنجليزية والسوثو الشمالية وتسونجا                | 146×70                                             |
|                                                    | 200 راند                                           | نيلسون مانديلا                                     | ثمثال مانديلا في مباني الاتحاد                     | برتقالي                                            | الإنجليزية والسوتية والزولوية                      | 152×70                                             |

## وصلات خارجية
- South African Reserve Bank Currency Page
- US Federal Reserve Bank historical exchange rate data
- South African Currency Page, with a short description of each note.
- South African Currency Page (old Rand), a short description of pre-1994 (أبارتايد-era) notes.
- Historical banknotes of South Africa (بالإنجليزية) (بالألمانية)